# Бесерис, Эгонс
Э́гонс Бе́серис (латыш. Egons Beseris; 17 июля 1932 — 1 февраля 1984) — советский и латвийский актёр.

## Биография
Эгонс Бесерис родился 17 июля 1932 года в городе Салдус на юго-западе Латвии в рабочей семье.
Окончил Салдускую среднюю школу (1952) и театральный факультет Латвийской музыкальной академии имени Язепа Витола (1956).
Актёр Художественного театра им. Я. Райниса (1956—1958) и Драматического театра им. А. Упита (1958—1982).
Снимался в кино, обладал яркой, запоминающейся внешностью и охотно приглашался режиссёрами на небольшие роли, имел репутацию мастера эпизода.
Скончался 1 февраля 1984 года в Риге, похоронен на Лесном кладбище.

## Творчество

### Роли в театре

#### Драматический театр им. А. Упита
- 1958 — «Новогодняя ночь» А. Льюиса — Эрнст Хант
- 1962 — «Центр нападения умрёт на заре» А. Кусани — Кинг-Конг
- 1964 — «Небо и Ад» Проспера Мериме — Брат Рафаэль
- 1964 — «Конец королевства» Яниса Анерауда — Король
- 1966 — «Мариус» Марселя Паньоля — Панис
- 1966 — «Кьоджинские перепалки» Карло Гольдони — Панис
- 1967 — «Традиционный сбор» Виктора Розова — Максим Петров
- 1969 — «Мой милый, мой дорогой» Хария Гулбиса — Пуога
- 1969 — «Трамвай „Желание“» Теннесси Уильямса — Стив
- 1970 — «Однажды, в новогоднюю ночь…» Эмиля Брагинского и Эльдара Рязанова — Ипполит
- 1972 — «Микумярди» Хуго Раудсеппа — Яак Йорам
- 1973 — «Хижина дяди Тома» по роману Гарриет Бичер-Стоу — Том
- 1975 — «Коварный кавалер» Дж. Фаркуара — Бонифейс
- 1975 — «Дни портных в Силмачах» Рудольфа Блауманиса — Пиндакс

### Фильмография
- 1964 — Капитан Нуль — Ука
- 1965 — «Тобаго» меняет курс — боцман
- 1967 — Часы капитана Энрико — гравёр
- 1968 — Времена землемеров — трактирщик
- 1968 — 24-25 не возвращается — начальник таксопарка
- 1968 — Утро долгого дня — эпизод
- 1969 — Белые дюны — буфетчик
- 1969 — Лучи в стекле — Жанис
- 1970 — Насыпь — Йоган
- 1970 — Слуги дьявола — капитан Хорн
- 1971 — Танец мотылька — сосед
- 1971 — В тени смерти — Скапанс
- 1972 — Слуги дьявола на чёртовой мельнице — капитан Хорн
- 1973 — Шах королеве бриллиантов — медэксперт
- 1973 — Подарок одинокой женщине
- 1974 — Нападение на тайную полицию
- 1975 — В клешнях чёрного рака
- 1980 — Долгая дорога в дюнах — Петерис
- 1982 — Краткое наставление в любви — городовой
- 1983 — Оборотень Том — Индритис
- 1984 — Когда сдают тормоза — дядя Юриса